# سایونگ

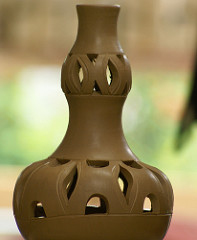
ظرف مخصوص ذخیره آب که به سبک لابو سایونگ ساخته شده‌است.

سایونگ از شهرهای کوچک ایالت پراک در مالزی است. صنایع دستی این شهر و به‌ویژه تنگی مخصوص که «لابو سایونگ» نامیده می‌شود معروف هستند.